# Tim Hill
Timothy Joseph "Tim" Hill, född 21 maj 1958 i Minneapolis i Minnesota, är en amerikansk animatör, filmregissör, manusförfattare, röstskådespelare och producent.

## Karriär
Hill påbörjade sin karriär på 1990-talet, som TV-författare, regissör och storyboardartist för bland annat Rockos moderna liv (tillsammans med Stephen Hillenburg och Derek Drymon), KaBlam! och Svampbob Fyrkant. Han är också skaparen bakom KaBlam!-inslaget Action Leauge Now!!.
Hill har bland annat regisserat Mupparna i rymden, Max Keebles stora flytt, Gustaf 2, Alvin och gänget, Hopp och Svampbob: Svamp på rymmen. Han har också varit manusförfattare för Svampbob Fyrkant – Filmen.

## Privatliv
Hill är sedan den 24 juni 1997 gift med Veronica Alicino. Han är brorson till filmregissören George Roy Hill, som gick bort i sviterna av Parkinsons sjukdom i december 2002.

## Filmografi (i urval)
- 1999 – Mupparna i rymden
- 2001 – Max Keebles stora flytt
- 2004 – Svampbob Fyrkant – Filmen
- 2006 – Gustaf 2
- 2007 – Alvin och gänget
- 2011 – Hopp
- 2020 – Svampbob: Svamp på rymmen
- 2020 – I krig med morfar